# 566 هـ
566 هـ هي سنة في التقويم الهجري امتدت مقابلةً في التقويم الميلادي بين سنتي 1170 و1171.

## أحداث
- المستضيء بأمر الله يعتلي عرش الخلافة العباسية في بغداد.

## مواليد
- الأفضل بن صلاح الدين

## وفيات
- يوسف المستنجد بالله